# Jacques Sésé
Jacques Sésé est un homme politique vanuatais.

## Biographie
Membre de l'Union des partis modérés (UPM ; francophone), il est élu une première fois député de l'île d'Ambae au Parlement de Vanuatu lors des élections législatives de mars 1998. Barak Sopé devient Premier ministre en novembre 1999 et nomme Jacques Sésé ministre de l'Éducation dans son gouvernement de coalition. 
En mars 2001, l'UPM quitte la coalition en raison de soupçons de corruption qui pèsent contre le Premier ministre, et se joint à l'opposition parlementaire, rendant celle-ci majoritaire au Parlement. Le 13 avril, le Parlement destitue Barak Sopé et élit Edward Natapei à la fonction de Premier ministre. Ce dernier reconduit Jacques Sésé au poste de ministre de l'Éducation. Réélu député aux élections législatives de mai 2002, Jacques Sésé est maintenu à cette fonction jusqu'à un remaniement ministériel en novembre 2003 qui écarte l'UPM du gouvernement. Jacques Sésé est battu dans sa circonscription aux élections législatives anticipées de 2004.
Il devient par la suite le plus haut chef coutumier du nord d'Ambae. Après plusieurs éruptions du volcan Manaro Voui en 2017 et 2018, il demande au gouvernement de trouver, par la consultation, une solution autre que l'évacuation de la population d'Ambae. 